# 1989 في كولومبيا
فيما يلي قوائم الأحداث التي وقعت خلال عام 1989 في كولومبيا.

## أحداث
- 27 نوفمبر – أفيانكا الرحلة 203

## كتب
من الكتب التي صدرت هذه السنة في كولومبيا:
- 1 يناير – الجنرال في متاهته من تأليف غابرييل غارثيا ماركيث.

## مواليد

### يناير
- 9 يناير – كاميلو فارغاس لاعب كرة قدم كولومبي.
- 12 يناير – دانيلو أسبريلا لاعب كرة قدم كولومبي.

### فبراير
- 7 فبراير – أليخاندرو غونزاليس لاعب كرة مضرب كولومبي.

### أبريل
- 12 أبريل – سامويل فارغاس

### أغسطس
- 12 أغسطس – ماريانا دوكي مارينيو لاعبة كرة مضرب كولومبية.

### أكتوبر
- 13 أكتوبر – كارلوس بيتانكور درّاج طريق كولومبي.

### نوفمبر
- 2 نوفمبر – برايان أنغولو لاعب كرة قدم إسباني.
- 21 نوفمبر – ادوين أفيلا درّاج طريق كولومبي.

## وفيات

### أغسطس
- 1 أغسطس – فالديمار فرانكلين كوينتيرو (مواليد 1941)
- 18 أغسطس – لويس كارلوس غالان (مواليد 1943) سياسي كولومبي.

### ديسمبر
- 15 ديسمبر – خوسيه غونزالو رودريغيز غتشا (مواليد 1947) بارون المخدرات كولومبي.